# 산티아고 데니아
산티아고 데니아 산체스(스페인어: Santiago Denia Sánchez, 1974년 3월 9일, 카스티야-라 만차 주 알바세테 ~)는 흔히 산티(스페인어: Santi)로 알려진 스페인의 전 축구 선수로, 현역 시절 중앙 수비수로 활약하였으며, 현재 감독일을 하고 있다.
그는 11시즌 동안 알바세테와 아틀레티코 마드리드에서 297번의 라 리가 경기에 출전하였다.(같은 기간 2골도 넣었다) 그는 후자의 구단 소속으로 1995-96 시즌에 라 리가 우승을 경험하기도 했다.

## 클럽 경력
산티는 카스티야-라 만차 주 알바세테 출신으로, 고향의 알바세테 소속으로 프로 무대의 첫 발을 디뎠다. 18세의 나이로 라 리가 신고식을 치른 그는 붙박이 주전으로 도약하여 소속 구단의 1부 리그에 계속 잔류할 수 있도록 도왔다.
1995년 여름, 산티는 아틀레티코 마드리드로 이적하여 구단의 유소년부 출신인 후안 마누엘 로페스와 로베르토 솔로사발과 함께 탄탄한 수비축을 구성하여 이적 1년차에 리그와 코파 델 레이 동시석권의 위업에 한몫했다. 그는 이 시즌에 37번의 리그 경기에 출전했다.
아틀레티코가 강등의 비극을 맛본 1999-2000 시즌에(그는 이 시즌에 옐로카드 17장을 받아 개인 최다 경고 기록을 세웠다) 산티는 구단 내 입지를 잃었고, 향후 계획에도 빠졌다. 2004-05 시즌, 그와 마찬가지로 알바세테에서 파블로 이바녜스가 입단하면서, 그는 시즌 전반에 단 한 경기도 출전하지 모하였고, 2005년 1월에 친정으로 임대 계약에 따라 합류했다. 그는 같은 해 6월에 완전 이적 계약을 맺고, 세군다 디비시온에 속한 알바세테 소속으로 2년 뒤에 은퇴를 선언했다.
산티는 이후 2009년 2월 초에 아틀레티코 마드리드로 복귀하여 하비에르 아기레의 바통을 이어받아 새로 부임한 아벨 레시노를 보좌할 코치가 되었다. 그는 키케 산체스 플로레스가 취임하기 전인 2009년 10월 24일에 감독 대행으로 마요르카전에서 선수단을 지휘하였다.

## 국가대표팀 경력
산티는 스페인 국가대표팀 경기에 두 차례 출전했는데, 그의 첫 국가대표팀 경기는 1997년 10월 11일, 페로 제도와의 1998년 FIFA 월드컵 예선전 경기로, 히혼에서 열린 이 경기는 3-1로 이겼고, 산티도 90분을 모두 소화했다. 그는 스웨덴과의 1998년 3월 친선경기에서 한 번 더 출전 기회를 잡았지만, 프랑스에서 열린 대회 본선의 최종 명단에 이름을 올리지 못했다.
그에 앞서, 산티는 자국을 대표로 1996년 하계 올림픽에 참가했다. 은퇴 후, 그는 스페인 U-17 국가대표팀과 U-19 국가대표팀을 지도했고, U-19 국가대표팀을 이끌고 2019년 유럽 선수권 대회를 우승했다.
2022년 12월, 루이스 엔리케의 사임으로 공석이 된 성인 국가대표팀의 후임으로 루이스 데 라 푸엔테가 취임하면서, 산티는 루이스 데 라 푸엔테가 맡았던 스페인 U-21 국가대표팀의 감독이 되었다.

## 경력 통계
| 구단                | 시즌      | 리그            | 리그 | 리그 | 컵   | 컵 | 유럽 | 유럽 | 기타 | 기타 | 합계 | 합계 |
| 구단                | 시즌      | 리그명          | 출장 | 골   | 출장 | 골 | 출장 | 골   | 출장 | 골   | 출장 | 골   |
| ------------------- | --------- | --------------- | ---- | ---- | ---- | -- | ---- | ---- | ---- | ---- | ---- | ---- |
| 알바세테            | 1992–93   | 라 리가         | 31   | 0    | 7    | 0  | —    | —    | —    | —    | 38   | 0    |
| 알바세테            | 1993–94   | 라 리가         | 34   | 0    | 0    | 0  | —    | —    | —    | —    | 34   | 0    |
| 알바세테            | 1994–95   | 라 리가         | 33   | 2    | 8    | 0  | —    | —    | —    | —    | 41   | 2    |
| 알바세테            | 합계      | 합계            | 98   | 2    | 15   | 0  | —    | —    | —    | —    | 113  | 2    |
| 아틀레티코 마드리드 | 1995–96   | 라 리가         | 37   | 0    | 11   | 0  | —    | —    | —    | —    | 48   | 0    |
| 아틀레티코 마드리드 | 1996–97   | 라 리가         | 37   | 2    | 3    | 0  | 7    | 0    | —    | —    | 47   | 2    |
| 아틀레티코 마드리드 | 1997–98   | 라 리가         | 33   | 3    | 2    | 0  | 8    | 1    | —    | —    | 43   | 4    |
| 아틀레티코 마드리드 | 1998–99   | 라 리가         | 30   | 0    | 6    | 0  | 8    | 1    | —    | —    | 44   | 1    |
| 아틀레티코 마드리드 | 1999–2000 | 라 리가         | 28   | 0    | 7    | 0  | 5    | 0    | —    | —    | 40   | 0    |
| 아틀레티코 마드리드 | 2000–01   | 세군다 디비시온 | 23   | 0    | 4    | 0  | —    | —    | —    | —    | 27   | 0    |
| 아틀레티코 마드리드 | 2001–02   | 세군다 디비시온 | 15   | 1    | 0    | 0  | —    | —    | —    | —    | 15   | 1    |
| 아틀레티코 마드리드 | 2002–03   | 라 리가         | 8    | 1    | 3    | 0  | —    | —    | —    | —    | 11   | 1    |
| 아틀레티코 마드리드 | 2003–04   | 라 리가         | 14   | 0    | 4    | 0  | —    | —    | —    | —    | 18   | 0    |
| 아틀레티코 마드리드 | 2004–05   | 라 리가         | 0    | 0    | 2    | 0  | —    | —    | 1    | 0    | 3    | 0    |
| 아틀레티코 마드리드 | 합계      | 합계            | 225  | 7    | 42   | 0  | 28   | 2    | 1    | 0    | 296  | 9    |
| 알바세테 (임대)     | 2004–05   | 라 리가         | 12   | 0    | 0    | 0  | —    | —    | —    | —    | 12   | 0    |
| 알바세테            | 2005–06   | 세군다 디비시온 | 21   | 0    | 1    | 0  | —    | —    | —    | —    | 22   | 0    |
| 알바세테            | 2006–07   | 세군다 디비시온 | 5    | 1    | —    | —  | —    | —    | —    | —    | 5    | 1    |
| 알바세테            | 합계      | 합계            | 38   | 1    | —    | —  | —    | —    | —    | —    | 39   | 1    |
| 경력 합계           | 경력 합계 | 경력 합계       | 361  | 10   | 58   | 0  | 28   | 3    | 1    | 0    | 448  | 13   |

1. ↑  챔피언스리그 출전 기록
2. 1 2 3  UEFA컵 출전 기록
3. ↑  인터토토컵 출전 기록

## 감독 통계
2024년 3월 21일 기준
| 구단                            | 취임             | 해임             | 기록 | 기록 | 기록 | 기록 | 기록 | 기록 | 기록 | 기록   |
| 구단                            | 취임             | 해임             | 전   | 승   | 무   | 패   | 득   | 실   | 차   | 율 %   |
| ------------------------------- | ---------------- | ---------------- | ---- | ---- | ---- | ---- | ---- | ---- | ---- | ------ |
| 아틀레티코 마드리드 (감독 대행) | 2009년 10월 24일 | 2009년 10월 25일 | 1    | 0    | 1    | 0    | 1    | 1    | +0   | 000.00 |
| 스페인 U-17                     | 2010년 7월 1일   | 2018년 7월 24일  | 82   | 42   | 24   | 16   | 141  | 73   | +68  | 051.22 |
| 스페인 U-19                     | 2018년 7월 24일  | 2022년 12월 11일 | 37   | 20   | 14   | 3    | 73   | 27   | +46  | 054.05 |
| 스페인 U-21                     | 2022년 12월 12일 | 현임             | 17   | 9    | 6    | 2    | 31   | 11   | +20  | 052.94 |
| 합계                            | 합계             | 합계             | 137  | 71   | 45   | 21   | 246  | 112  | +134 | 51.82  |

## 수상

### 선수
아틀레티코 마드리드
- 라 리가: 1995–96[4]
- 코파 델 레이: 1995–96[4]

스페인 U-21
- UEFA U-21 축구 선수권 대회 준우승: 1996[22]

### 감독
스페인 U-17
- U-17 유럽 선수권 대회
  - 우승: 2017[23]
  - 준우승: 2016[24]
- U-17 월드컵 준우승: 2017[25]

스페인 U-19
- U-19 유럽 선수권 대회: 2019[17]

스페인 U-21
- U-21 유럽 선수권 대회: 2023[26]

스페인 U-23
- 하계 올림픽: 2024[27]